# Епархия Тханьхоа
Епархия Тханьхоа (лат. Dioecesis de Thanh Hoa) — епархия Римско-Католической Церкви с центром в городе Тханьхоа, Вьетнам. Епархия Тханьхоа входит в митрополию Ханоя. Кафедральным собором епархии Тханьхоа является церковь Непорочного Зачатия Пресвятой Девы Марии.

## История
7 мая 1932 года Римский папа Пий XI издал бреве «Ut clero indigenae», которой учредил апостольский викариат Тханьхоа, выделив его из апостольского викариата Фатдьема (сегодня — Епархия Фатдьема).
24 ноября 1960 года Римский папа Иоанн XXIII издал буллу «Venerabilium Nostrorum», которой преобразовал апостольский викариат Тханьхоа в епархию.

## Ординарии епархии
- епископ Louis-Christian-Marie de Coomann M.E.P.[1] (21.06.1932 — 5.12.1960);
- епископ Pierre Pham Tân (5.12.1960 — 1.02.1990);
  - Sede vacante (1990—1994);
- епископ Barthélémy Nguyên Son Lâm P.S.S. (23.03.1994 — 9.06.2003);
- епископ Joseph Nguyen Chi Linh (21.05.2004 — по настоящее время).

## Источник
- Annuario Pontificio (итал.). — Città del Vaticano: Libreria Editrice Vaticana, 2003. — P. 958. — 2278 p. — ISBN 88-209-7422-3.
- Бреве Ut clero indigenae (лат.) // AAS. — Typis polyglottis Vaticanis, 1932. — Fasc. 24. — P. 363—364. Архивировано 5 марта 2012 года.
- Булла Venerabilium Nostrorum (лат.) // AAS. — Typis polyglottis Vaticanis, 1961. — Fasc. 53. — P. 346—350. Архивировано 5 марта 2012 года.